# Kaspar Friedrich Brieden

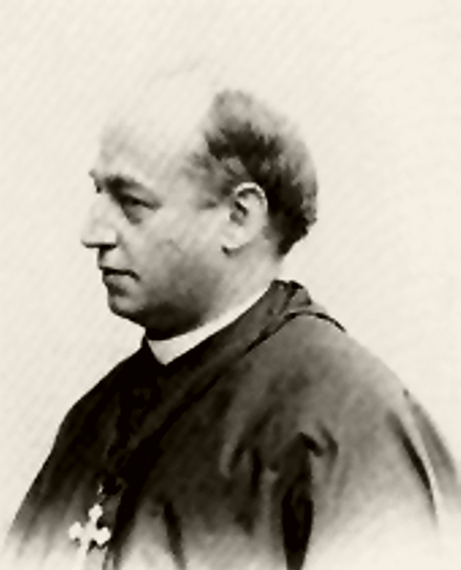
Kaspar Friedrich Brieden

Kaspar Friedrich Brieden (* 24. Juni 1844 in Olpe; † 12. Juni 1908 in Arnsberg) war ein römisch-katholischer Geistlicher und Propst in Magdeburg und Arnsberg.

## Leben
Brieden wurde im Sauerland geboren und absolvierte 1865 sein Abitur in Brilon. Er studierte in Paderborn Katholische Theologie und empfing dort 1869 die Priesterweihe. Zwei Jahre lang war er als Kooperator und Rektoratslehrer in Soest tätig, dann 18 Jahre als Stiftskaplan in Dresden. 1889 wurde er von Bischof Franz Kaspar Drobe zum Propst für die Propsteigemeinde St. Marien an der Sankt-Sebastian-Kirche in Magdeburg ernannt und damit zum Bischöflichen Kommissar des Bischöflichen Kommissariates Magdeburg. Außerdem wurde er 1892 Dechant des Dekanates Magdeburg. In diesem Jahr veranlasste Brieden, die Umbenennung der St.-Marien-Gemeinde in St. Sebastian, da die Propsteigemeinde den Namen Mariengemeinde vom Kloster Unser Lieben Frauen Magdeburg auf die ihr seit 1873 vom Staat zugewiesene St.-Sebastian-Kirche transferiert hatte. 1898 bat Brieden in einer Predigt um Spenden für den Bau eines Hauses für wohltätige Zwecke. Er schuf durch den Kauf eines Grundstücks in Magdeburg-Wilhelmstadt die Grundlage für den geplanten Bau des Marienstifts, der durch seinen Nachfolger Franz Schauerte ab 1904 verwirklicht werden konnte. Bereits 1901 ging Brieden in seine sauerländische Heimat zurück, wo er bis zu seinem Tode Propst in Arnsberg war.